# Fantomele trecutului (film)
Fantomele trecutului (titlu original: în engleză Mother Night) este un film american dramatic, romantic, de război din 1996 regizat de Keith Gordon. Rolurile principale au fost interpretate de actorii Nick Nolte, Sheryl Lee și Alan Arkin. Se bazează pe romanul cu același nume al lui Kurt Vonnegut din 1961.

## Distribuție
- Nick Nolte - Howard W. Campbell, Jr.
  - Brawley Nolte - tânărul Howard
- Sheryl Lee - Helga Noth/Resi Noth
  - Kirsten Dunst - tânăra Resi
- Alan Arkin - George Kraft
- Arye Gross - Dr. Abraham Epstein
- Frankie Faison - Robert Sterling Wilson
- Bernard Behrens - Reverend Lionel Jones
- Gerard Parkes - Father Patrick Keeley
- Vlasta Vrána - August Krapptauer
- Zach Grenier - Joseph Goebbels
- Norman Rodway - Werner Noth
- John Goodman - Major Frank Wirtanen
- Bill Corday și Bronwen Mantel - Mr. & Mrs. Campbell
- David Strathairn - Lt. Bernard B. O'Hare
- Henry Gibson - Vocea lui Adolf Eichmann
- Kurt Vonnegut (cameo) ca om trist pe stradă